# 실비아 (영화)
《실비아》(영어: Sylvia)는 2003년 영국에서 제작된 시인 실비아 플래스의 전기 영화이다. 크리스틴 제프스 감독의 연출작으로 귀네스 팰트로가 실비아 플래스를, 대니얼 크레이그가 그 남편 테드 휴스를 연기한다. 실비아 플래스와 테드 휴스의 만남과 연애, 불화, 결말을 다루고 있다. 미국에 먼저 2003년 개봉하였고, 영국에서는 이듬해인 2004년 개봉하였다. 대한민국에는 2005년 4월 15일 개봉하였다.

## 줄거리
1956년 영국 케임브리지 대학교. 미국에서 온 문학과 유학생 실비아 플래스는 같은 시인인 테드 휴스를 만난다. 둘은 서로에게 이끌려 사랑하고, 이듬해 실비아의 고향 미국 보스턴에서 결혼한다. 둘은 스미스 칼리지에서 교편을 잡았는데, 남편 테드 휴스는 장래가 유망한 천재 시인으로서의 명성과 세련된 행동과 잘생긴 외모로 여인들의 인기를 끌지만, 실비아는 남편 못지 않은 시적 재능의 소유자임에도 불구 큰 주목을 받지 못한다. 이후 영국으로 돌아와 런던에 살림을 차리고 아이를 낳으면서, 실비아는 육아와 강의를 겸하면서 시 쓰기에서 점점 더 멀어지게 되고, 인기 있는 남편을 향해 의부증마저 가지게 된다. 다행히 매번 싸운 후에도 서로의 사랑을 확인하며 둘째도 낳게 되었지만 결국 남편과 아시아와의 외도를 계기로 부부는 이혼한다. 이혼 후 실비아는 시집과 소설까지 발표하며 왕성한 활동을 시작하게 되나, 사랑의 부재를 느끼고 다시 테드와 결합하려 하지만 테드는 거절한다. 실비아는 끝내 외로움을 견디지 못하고 가스로 음독자살한다.

## 출연진
- 귀네스 팰트로 - 실비아 플래스
- 대니얼 크레이그 - 테드 휴스
- 데이비드 버킨 - 모어캠
- 앨리슨 브루스 - 엘리자베스
- 아미르 카사르 - 아시아 위빌
- 블라이드 대너 - 오렐리아 플래스
- 루시 대븐포트 - 도린
- 줄리언 퍼스 - 제임스 미치
- 제러미 폴즈 - 로빈슨
- 마이클 갬본 - 토머스 선생
- 세라 가일러 - 테드의 내연녀
- 재러드 해리스 - 앨 앨버레즈
- 앤드루 해빌 - 데이비드 위빌
- 리디 홀러웨이 - 마사 버그스트롬

극중 실비아의 어머니 역인 블라이드 대너는 실제 귀네스 팰트로의 어머니이다.

## 평가
씨네21의 김혜리 평론가는 실비아 플래스 시인을 이해하는 데 필요한 진짜 문제에서 회피하고 있다고 지적하면서 아이리스 머독의 전기 영화 《아이리스》처럼 "여성 문인의 성취를 해명하기보다 그녀들의 파괴와 쇠락에 이끌린다."고 언급하였다. 황진미 평론가도 이와 비슷하게, 시인으로서의 면모를 백안시하고 부부싸움에만 초점을 맞추어 주체적인 여성 작가를 볼거리로 전락시켰다고 혹평하였다.